# Claude Raymond Wickard
Claude Raymond Wickard, né le 28 février 1893 dans le comté de Carroll (Indiana) et mort le 29 avril 1967 à Delphi (Indiana), est un homme politique américain. Membre du Parti démocrate, il est secrétaire à l'Agriculture entre 1940 et 1945 dans l'administration du président Franklin Delano Roosevelt et brièvement dans celle de son successeur Harry S. Truman.

## Biographie
Il meurt le 29 avril 1967 à l'âge de 74 ans